# شیرکبرون

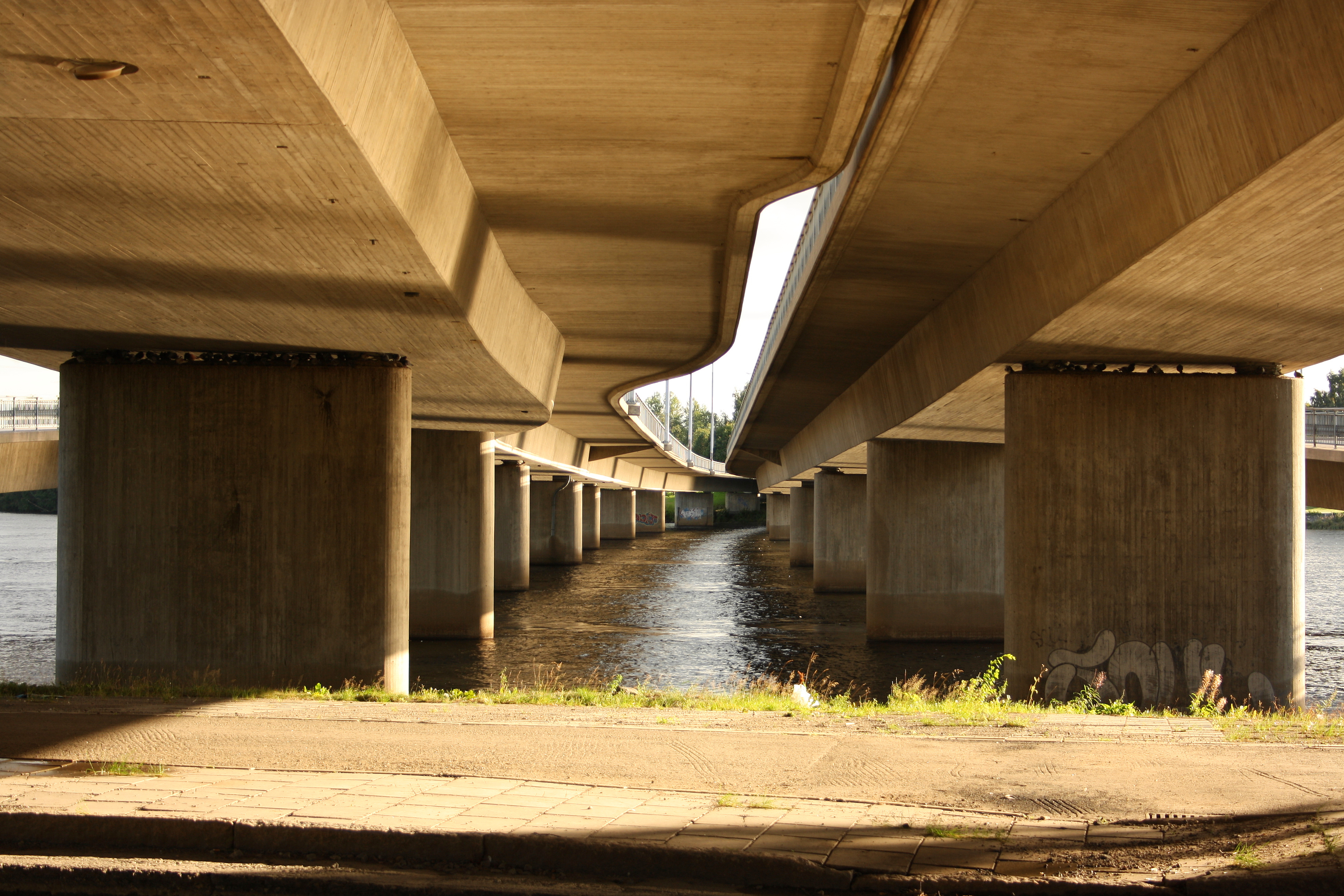
زیر پل کیرکبرون

شیرکبرون (به سوئدی: Kyrkbron) یک پل در شهر اومئو است که بر روی رود اومه ساخته شده است.
این پل در سال ۱۹۷۲ شروع به ساخته شده و در سال ۱۹۷۵ ساخت آن به پایان رسیده است، طول پل شورکبرون ۳۹۱ متر و عرض آن در قسمت غربی ۱۱–۱۹ متر و در قسمت شرقی ۱۳–۲۰ متر است.